# هدایت زیرآستانه

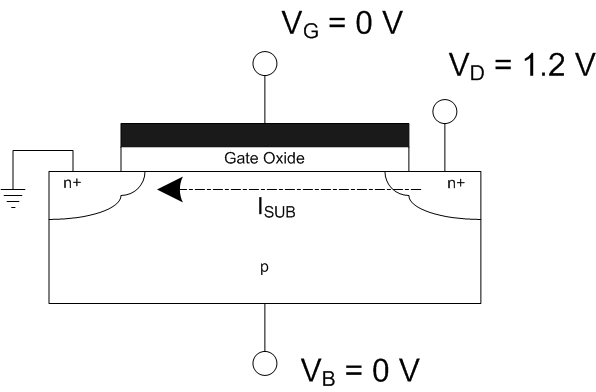
نشتی زیر آستانه در اِن‌فت

هدایت زیرآستانه یا نشت زیرآستانه یا جریان درین زیرآستانه جریانی بین سورس و درین یک ماسفت است هنگامی که ترانزیستور در ناحیه زیرآستانه یا ناحیه وارونگی ضعف قرار دارد، یعنی برای ولتاژهای گیت به سورس زیر ولتاژ آستانه.
مقدار هدایت زیرآستانه در یک ترانزیستور با ولتاژ آستانه آن تنظیم می شود، که حداقل ولتاژ گیت مورد نیاز برای تغییروضعیت افزاره بین حالت های روشن و خاموش است. با این حال، از آنجایی که جریان درین در یک افزاره ماس به طور نمایی با ولتاژ گیت تغییر می‌کند، با رسیدن به ولتاژ آستانه، رسانش بلافاصله صفر نمی‌شود. بلکه به نشان دادن یک رفتار نمایی با توجه به ولتاژ گیت زیرآستانه ادامه می دهد. هنگامی که برحسب ولتاژ گیت اعمال شده رسم می شود، این جریان درین زیرآستانه شیب خطی-لگاریتمی را نشان می دهد که به عنوان شیب زیرآستانه تعریف می شود. شیب زیرآستانه به عنوان شاخصی برای بازدهی کلیدزنی ترانزیستور استفاده می شود.
در توزیع بولتزمن، برخی از الکترون‌ها هنوز انرژی کافی برای عبور از درین به سورس دارند: یک جریان زیرآستانه کوچکی جریان دارد که به صورت نمایی با ولتاژ گیت-سورس تغییر می‌کند و تقریباً با این رابطه تعریف می‌شود:
{\displaystyle I_{D}\approx I_{D0}e^{\begin{matrix}{\frac {V_{GS}-V_{th}}{(1+{\frac {C_{d}}{C_{ox}}})V_{T}}}\end{matrix}}}
در اینجا  {\displaystyle I_{D0}} جریان درین در {\displaystyle V_{GS}=V_{th}} است {\displaystyle C_{d}} ظرفیت ناحیه تخلیه و {\displaystyle C_{ox}} ظرفیت لایه گیت-اکسید است.
در مدارهای دیجیتالی، هدایت زیرآستانه به‌طور کلی به عنوان نشتی مزاحم در وضعیتی که از نظر ایده‌آل هیچ جریان نخواهد داشت. از طرف دیگر، در مدارهای آنالوگ ریزتوان، وارونگی ضعیف یک ناحیه عملیاتی کارآمد است و زیرآستانه یک حالت ترانزیستور مفید است که در محدوده آن عملکردهای مداری طراحی شده‌است.
در گذشته، هدایت زیرآستانه ترانزیستورها معمولاً در حالت خاموش بسیار کوچک بوده‌است، زیرا ولتاژ گیت می‌تواند به‌طور قابل توجهی زیرآستانه باشد. اما از آنجا که ولتاژها با اندازه ترانزیستور کاهش می‌یابد، هدایت زیرآستانه به یک عامل بزرگتر تبدیل شده‌است. در واقع، نشتی از همه منابع افزایش یافته‌است: برای تولید فناوری با ولتاژ آستانه ۰٫۲ ولت، نشتی می‌تواند از ۵۰٪ کل مصرف توان فراتر رود.
دلیل اهمیت روزافزون هدایت زیرآستانه این است که ولتاژ منبع تغذیه به‌طور مداوم کاهش یافته‌است، هم برای کاهش توان مصرفی پویای مدارهای مجتمع (توانی که هنگام کلیدزنی ترانزیستور از حالت روشن به حالت خاموش مصرف شده، که به مربع ولتاژ منبع تغذیه وابسته است) و برای حفظ قابلیت اطمینان قطعه، میدان‌های برقی را در دستگاه‌های کوچک کم نگه دارید. مقدار هدایت زیر سطح آستانه توسط ولتاژ آستانه تعیین می‌شود، که بین زمین و ولتاژ منبع تغذیه قرار دارد، و بنابراین باید تنها با ولتاژ منبع کاهش یابد. این بدان معناست که کاهش کمتر ولتاژ تاب خوردن (سوینگ) گیت زیرآستانه به نوبه خود قطعه را خاموش، و به عنوان هدایت زیرآستانه تغیراتی نمایی با ولتاژ گیت دارد (نگاه کنید به ماسفت:حالت قطع)، با کوچکتر شدن اندازه ماسفت، بیشتر و بیشتر می‌شود.
هدایت زیرآستانه تنها یکی از مولفه‌های نشتی است: سایر مولفه‌های نشتی که بسته به نوع طراحی قطعه می‌توانند تقریباً هم اندازه آن باشند عبارتند از: نشتی اکسید گیت و نشتی پیوند. شناخت منابع نشتی و راه حل‌های لازم برای مقابله با تأثیر نشتی، برای اکثر طراحان مدار و سیستم مورد نیاز خواهد بود.

## برای مطالعهٔ بیشتر
- Gaudet, Vincent C. (2014-04-01) [2013-09-25]. "Chapter 4.1. Low-Power Design Techniques for State-of-the-Art CMOS Technologies".  In Steinbach, Bernd (ed.). Recent Progress in the Boolean Domain (1 ed.). Newcastle upon Tyne, UK: Cambridge Scholars Publishing [wikidata]. pp. 187–212. ISBN 978-1-4438-5638-6. Retrieved 2019-08-04.  (455 pages)